# Maharadjans dotter
Maharadjans dotter (The Maharaja's Daughter) är en miniserie från 1994. Serien sändes första gången i svensk TV 1996.

## Handling
Patrick O'Reilly är en tuff kanadensisk polis som bor i Toronto och är förlovad med en vacker ung läkare. Men hans fästmö Messua bär på en hemlighet. Hon har berättat för Patrick att hon är dotter till en fattig bonde, men egentligen är hon Maharadjans dotter. 
Messua återvänder till Indien för att besöka sin far, Maharadjan av Lahore. Men under sin vistelse där, ber en prins om hennes hand, han ser det som en möjlighet att nå tronen. När hon vägrar, kidnappar han henne, och då hennes plan hem till Kanada kraschar utgår alla ifrån att hon är död. Alla utom Patrick. Patrick bestämmer sig för att leta efter Messua, så han och en vän reser runt halva jordklotet till Indien, till en främmande, orientalisk värld, fylld av hemligheter.

## I rollerna (urval)
- Hunter Tylo - Messua Shandar
- Bruce Boxleitner - Patrick O'Riley
- Kabir Bedi - Chandragupta
- Tony Lo Bianco - Vito Capece
- Robert Costanzo - Di Fazio
- David Brandon - Ashoka
- Burt Young - Milai